# Elonus
Elonus es un género de coleóptero de la familia Aderidae. Hay siete especies en Norteamérica.

## Especies
Las especies de este género son:
- Elonus basalis
- Elonus chisosensis
- Elonus excavatus
- Elonus hesperus
- Elonus nebulosus
- Elonus simplex
- Elonus tovarensis